# Mistrovství Evropy v judu 2015 – ženy – pololehká váha (-52 kg)
Zápasy v judu na I. Evropský hrách / mistrovství Evropy v kategorii pololehkých vah žen proběhly v Baku, 25. června 2015.

## Finále
| finále               |                  |
| -------------------- | ---------------- |
| Annabelle Euranieová | Andreea Chițuová |
| Andreea Chițuová     | Andreea Chițuová |

## Opravy / O bronz
Poražení čtvrtfinalisté se utkávají mezi sebou v opravách. Vítězové oprav následně vyzvou poražené semifinalisty v boji o bronzovou medaili.
| opravy              | o bronz              |                      |
| ------------------- | -------------------- | -------------------- |
| Larisa Florianová   | Larisa Florianová    | Mareen Krähová       |
| Birgit Enteová      | Larisa Florianová    | Mareen Krähová       |
|                     | Mareen Krähová       | Mareen Krähová       |
| Odette Giuffridaová | Odette Giuffridaová  | Natalija Kuzjutinová |
| Tetjana Levycká     | Odette Giuffridaová  | Natalija Kuzjutinová |
|                     | Natalija Kuzjutinová | Natalija Kuzjutinová |

## Pavouk
|   | 1/32                 | 1/16                 | čtvrtfinále          | semifinále           | finále               |
| - | -------------------- | -------------------- | -------------------- | -------------------- | -------------------- |
| A | volný los            | Natalija Kuzjutinová | Natalija Kuzjutinová | Natalija Kuzjutinová | Annabelle Euranieová |
| A | volný los            | Natalija Kuzjutinová | Natalija Kuzjutinová | Natalija Kuzjutinová | Annabelle Euranieová |
| A | Agata Perencová      | Agata Perencová      | Natalija Kuzjutinová | Natalija Kuzjutinová | Annabelle Euranieová |
| A | Darja Skrypniková    | Agata Perencová      | Natalija Kuzjutinová | Natalija Kuzjutinová | Annabelle Euranieová |
| A | Jaana Sundbergová    | Larisa Florianová    | Larisa Florianová    | Natalija Kuzjutinová | Annabelle Euranieová |
| A | Larisa Florianová    | Larisa Florianová    | Larisa Florianová    | Natalija Kuzjutinová | Annabelle Euranieová |
| A | Kelly Edwardsová     | Kelly Edwardsová     | Larisa Florianová    | Natalija Kuzjutinová | Annabelle Euranieová |
| A | Žanna Stankevičová   | Kelly Edwardsová     | Larisa Florianová    | Natalija Kuzjutinová | Annabelle Euranieová |
| B | volný los            | Annabelle Euranieová | Annabelle Euranieová | Annabelle Euranieová | Annabelle Euranieová |
| B | volný los            | Annabelle Euranieová | Annabelle Euranieová | Annabelle Euranieová | Annabelle Euranieová |
| B | Evelyne Tschoppová   | Evelyne Tschoppová   | Annabelle Euranieová | Annabelle Euranieová | Annabelle Euranieová |
| B | Ayşe Arcaová         | Evelyne Tschoppová   | Annabelle Euranieová | Annabelle Euranieová | Annabelle Euranieová |
| B | volný los            | Gili Kohenová        | Birgit Enteová       | Annabelle Euranieová | Annabelle Euranieová |
| B | volný los            | Gili Kohenová        | Birgit Enteová       | Annabelle Euranieová | Annabelle Euranieová |
| B | Birgit Enteová       | Birgit Enteová       | Birgit Enteová       | Annabelle Euranieová | Annabelle Euranieová |
| B | Barbara Marosová     | Birgit Enteová       | Birgit Enteová       | Annabelle Euranieová | Annabelle Euranieová |
| C | volný los            | Andreea Chițuová     | Andreea Chițuová     | Andreea Chițuová     | Andreea Chițuová     |
| C | volný los            | Andreea Chițuová     | Andreea Chițuová     | Andreea Chițuová     | Andreea Chițuová     |
| C | Roni Švarcová        | Roni Švarcová        | Andreea Chițuová     | Andreea Chițuová     | Andreea Chițuová     |
| C | Sakina Zajirovová    | Roni Švarcová        | Andreea Chițuová     | Andreea Chițuová     | Andreea Chițuová     |
| C | Odette Giuffridaová  | Odette Giuffridaová  | Odette Giuffridaová  | Andreea Chițuová     | Andreea Chițuová     |
| C | Ilse Heylenová       | Odette Giuffridaová  | Odette Giuffridaová  | Andreea Chițuová     | Andreea Chițuová     |
| C | Joana Ramosová       | Distria Krasniqiová  | Odette Giuffridaová  | Andreea Chițuová     | Andreea Chițuová     |
| C | Distria Krasniqiová  | Distria Krasniqiová  | Odette Giuffridaová  | Andreea Chițuová     | Andreea Chițuová     |
| D | volný los            | Mareen Krähová       | Mareen Krähová       | Mareen Krähová       | Andreea Chițuová     |
| D | volný los            | Mareen Krähová       | Mareen Krähová       | Mareen Krähová       | Andreea Chițuová     |
| D | Judith Biedermannová | Laura Gomézová       | Mareen Krähová       | Mareen Krähová       | Andreea Chițuová     |
| D | Laura Gomézová       | Laura Gomézová       | Mareen Krähová       | Mareen Krähová       | Andreea Chițuová     |
| D | Julija Ryžovová      | Julija Ryžovová      | Tetjana Levycká      | Mareen Krähová       | Andreea Chițuová     |
| D | Marie Mullerová      | Julija Ryžovová      | Tetjana Levycká      | Mareen Krähová       | Andreea Chițuová     |
| D | Tetjana Levycká      | Tetjana Levycká      | Tetjana Levycká      | Mareen Krähová       | Andreea Chițuová     |
| D | Petra Nareksová      | Tetjana Levycká      | Tetjana Levycká      | Mareen Krähová       | Andreea Chițuová     |